# Parfait

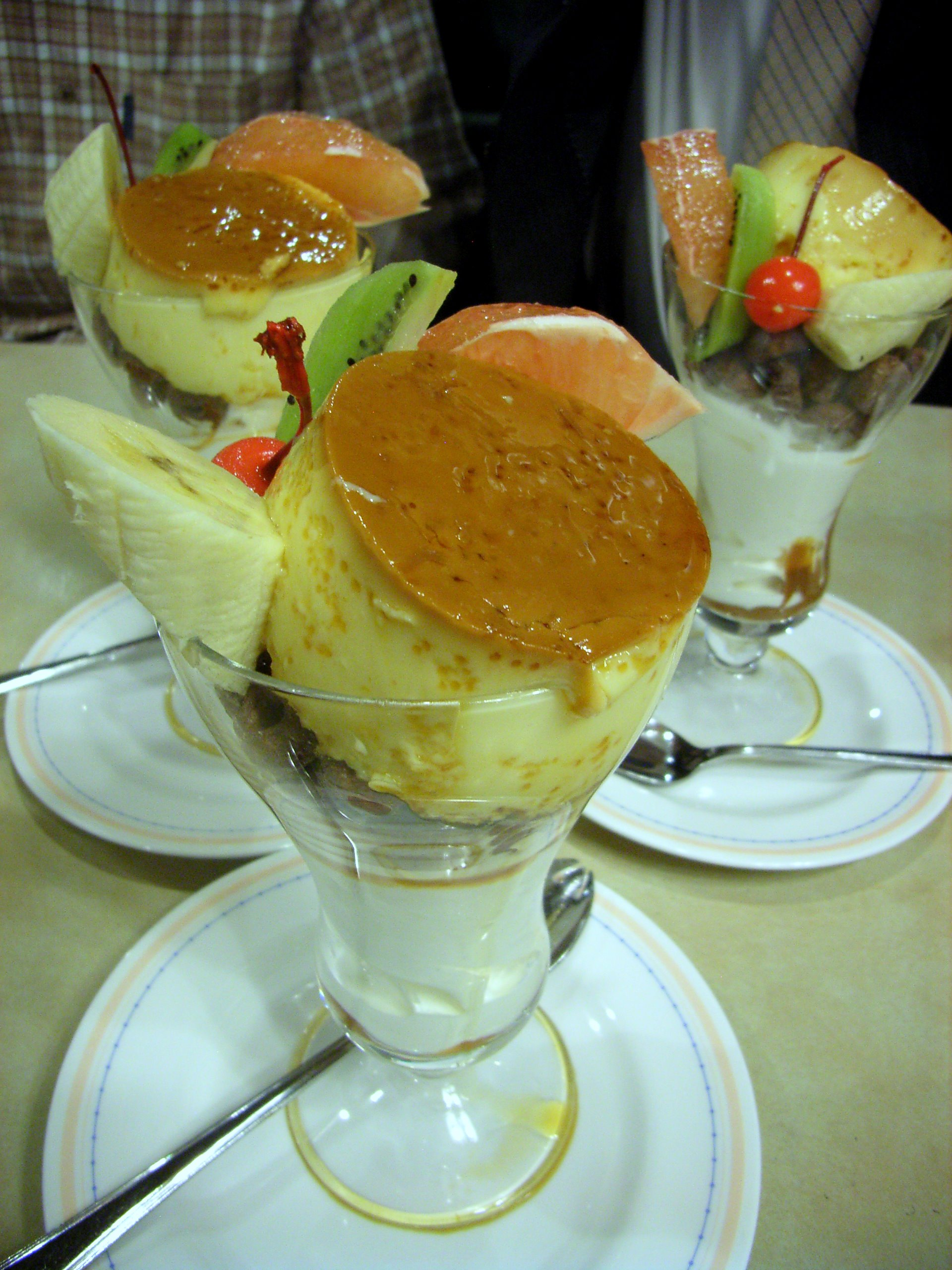
Flan parfaits.

Parfait (pronunciado AFI: [paʁfɛ]) es una palabra francesa que significa literalmente "perfecto" y viene a denominar a un tipo de postre helado inventado en 1894.  El postre es similar a la bomba helada y a menudo se elabora en el mismo molde. En la gastronomía norteamericana se entiende como una combinación de frutas y helado que se suele servir en vasos alargados y generalmente dispuesta en capas claramente visibles.

## Características
El típico parfait está hecho de una base de pâte à bombe (preparación francesa consistente en yemas más almíbar a 121 °C ) y crema batida a 3/4. Puede saborizarse con licores, café,  chocolate, praliné, etc. La utilización de gelatina es opcional, y generalmente se evita. Si decide usarse la proporción es del 1%.
La versión norteamericana tiene crema batida, helado, puede llevar gelatina, granola, nueces, fruta fresca o enlatada y licor.